# Международная федерация хоккея на льду
Международная федерация хоккея на льду (англ. International Ice Hockey Federation, IIHF, фр. Fédération internationale de hockey sur glace) — международная организация, курирующая вопросы развития хоккея с шайбой во всём мире.
Несмотря на свои полномочия во всем мире, ИИХФ имеет ограниченное влияние на развитие хоккея с шайбой в США и Канаде, где основной хоккейной организацией является Национальная хоккейная лига (НХЛ). Канада и США являются единственными членами ИИХФ, которые имеют свои собственные своды правил.
В различных источниках указываются различные данные о дате принятия официальных языков — английский язык в 1920, 1978, 1946, немецкий — 1954. В настоящий момент, согласно статье 8 Устава ИИХФ единственным официальным языком является английский, но при этом обязательны синхронные переводы на немецкий и русский:стр.3. Французский язык, принятый на I Конгрессе в 1908 году в качестве официального, на текущий момент таковым не является.
Ранее ИИХФ также управляла развитием инлайн-хоккея (хоккея на роликовых коньках), однако в июне 2019 года было объявлено, что ИИХФ больше не будет управлять инлайн-хоккеем или организовывать чемпионаты мира по инлайн-хоккею.

## Цели и задачи
Целями ИИХФ являются:
- управление, развитие и стимулирование хоккея с шайбой во всем мире;
- совершенствование и контролирование международного хоккея с шайбой во всем мире;
- содействие развитию дружественных отношений между национальными ассоциациями государств-членов международной федерации;
- организованная работа на благо спорта.

Задачи ИИХФ:
- вести дела в соответствии с уставом, подзаконными актами и правилами международной федерации;
- упорядочить взаимоотношения со средствами массовой информации, спонсорами, вопросы лицензионных прав, рекламы и мерчендайзинга, связанные со всеми соревнованиями по хоккею с шайбой;
- соблюдать четкую юрисдикцию в международном хоккее с шайбой;
- принимать и следить за соблюдением единообразных международных правил и официальных правил игры;
- содействовать развитию молодых игроков, росту их числа;
- помогать в организации тренингов и семинаров для тренеров, судей и официальных лиц;
- организовывать все мероприятия ИИХФ, международные матчи;
- контролировать передвижение игроков между странами;
- устанавливать контакты с другими спортивными федерациями и объединениями.

ИИХФ не допускает никакой расовой, религиозной или политической дискриминации по отношению к какому-либо спортсмену, официальному лицу, команде или федерации. Международная федерация исповедует принципы «Фейр-плей».
Лозунги ИИХФ:
- «Честная игра и уважение» (англ. «Fair Play and respect»)
- «Партнёрство ради прогресса» (англ. «Partnership for progress»)

Согласно уставу ИИХФ на всех официальных соревнованиях проводится церемония подъёма национальных флагов и исполняются государственные гимны победителей после окончания каждой игры и во время награждения победителей соревнований.
Ежегодно с 1976 года под эгидой ИИХФ издается «Международный хоккейный справочник», с 1977 года ежемесячно публикуется «Пресс-релиз ИИХФ».

## Структура
Регулирующие органы федерации расположены в Европе:
- Штаб-квартира ИИХФ находится в Цюрихе.
- Решения по спорным вопросам могут быть обжалованы в Лозанне в Спортивном арбитражном суде[1].

### Законодательные органы ИИХФ
Высший законодательный орган ИИХФ — конгресс:
- Генеральный конгресс ИИХФ;
- Ежегодный конгресс ИИХФ;
- Полугодовой конгресс ИИХФ;
- Внеочередной конгресс ИИХФ (чрезвычайный съезд).

Конгрессы организовываются Международной федерацией хоккея в сотрудничестве с принимающими членами национальных ассоциаций. Уведомление о всех проведениях регулярных конгрессов должно быть предоставлено ИИХФ не позднее, чем за два месяца до времени проведения конгресса вместе с повесткой дня. Соответствующие документы должны быть разосланы по крайней мере за месяц до начала конгресса.
Генеральный конгресс ИИХФ, в состав которого входят представители всех членов ассоциации хоккея с шайбой, является высшим законодательным органом по хоккею с шайбой и решает все вопросы, связанные с деятельностью ИИХФ, принимает подзаконные акты и решения об изменении правил игры, устава и регламента ИИХФ. Конгресс является отчётно-выборным. Генеральный конгресс избирает президента и Совет. До учреждения Генерального конгресса ИИХФ избирала президента и Совет на ежегодном конгрессе. Впервые Генеральный конгресс был проведён в 1975 году. За некоторыми исключениями, Генеральный конгресс проводится летом каждые четыре года. Конгресс принял следующее решение: провести Генеральный конгресс в июне 2008 года и в последующем каждый четвёртый год в июне.
| Годы | Страна    | Город            |
| ---- | --------- | ---------------- |
| 1975 | Швейцария | Гштад            |
| 1978 | Италия    | Сирмионе         |
| 1982 | Франция   | Ницца            |
| 1986 | США       | Колорадо-Спрингс |
| 1990 | Италия    | Сен-Венсан       |
| 1994 | Италия    | Венеция          |
| 1998 | Швейцария | Лозанна          |
| 2003 | Испания   | Марбелья         |
| 2008 | Канада    | Монреаль         |
| 2012 | Япония    | Токио            |
| 2016 | Россия    | Москва           |

Президент представляет интересы хоккея с шайбой в международных отношениях и отвечает за то, чтобы все решения принимались в соответствии с уставом ИИХФ, подзаконными актами и правилами. Президент также имеет право подписывать документы от имени организации.
| Годы            | Имя (рус.)          | Имя (англ.)                                   | Страна         |
| --------------- | ------------------- | --------------------------------------------- | -------------- |
| 1908 — 1912     | Луи Магнус          | Louis Magnus                                  | Франция        |
| 1912 — 1914     | Генри ван ден Булке | Henri van den Bulcke                          | Бельгия        |
| 25 февраля 1914 | Луи Магнус          | Louis Magnus                                  | Франция        |
| 25 февраля 1914 | Б. М. Паттон        | Major Bethune Minet «Peter» Patton            | Великобритания |
| 1914 — 1920     | Генри ван ден Булке | Henri van den Bulcke                          | Бельгия        |
| 1920 — 1922     | Макс Силлиг         | Max Sillig                                    | Швейцария      |
| 1922 — 1947     | Поль Луак           | Paul Loicq                                    | Бельгия        |
| 1947 — 1948     | Фриц Кратц          | Dr. Friedrich Hermann Heinrich «Fritz» Kraatz | Швейцария      |
| 1948 — 1951     | Уильям Джордж Харди | William George Hardy                          | Канада         |
| 1951 — 1954     | Фриц Кратц          | Dr. Friedrich Hermann Heinrich «Fritz» Kraatz | Швейцария      |
| 1954 — 1957     | Уолтер А. Браун     | Walter A. Brown                               | США            |
| 1957 — 1960     | Джон Фрэнсис Ахерн  | John Francis «Bunny» Ahearne                  | Великобритания |
| 1960 — 1963     | Робер Лебель        | Robert Lebel                                  | Канада         |
| 1963 — 1966     | Джон Фрэнсис Ахерн  | John Francis «Bunny» Ahearne                  | Великобритания |
| 1966—1969       | Уильям Тайер Татт   | William Thayer Tutt                           | США            |
| 1969—1975       | Джон Фрэнсис Ахерн  | John Francis «Bunny» Ahearne                  | Великобритания |
| 1975—1994       | Гюнтер Сабецки      | Dr. Gunther Sabetzki                          | Германия       |
| 1994—2021       | Рене Фазель         | Rene Fasel                                    | Швейцария      |
| 2021 — н. в.    | Люк Тардиф          | Luc Tardif                                    | Франция        |

Ежегодный конгресс ИИХФ проводится каждый год во время чемпионата мира в ТОП-дивизионе. На конгрессе решаются вопросы, связанные с чемпионатами, а также утверждаются протоколы последнего ежегодного конгресса, заслушиваются доклады об управлении и деятельности ИИХФ, обсуждаются предложения, касающиеся изменения устава и регламента ИИХФ, принимаются в ИИХФ новые члены, определяются место и время проведения следующего ежегодного конгресса и т. п. Первый конгресс по хоккею прошёл в 1908 году.
Полугодовой конгресс ИИХФ проводится осенью. На нём в основном обсуждаются вопросы, связанные с организацией соревнований.
Внеочередной конгресс ИИХФ (чрезвычайный съезд) созывается при необходимости и собирается в течение трех месяцев после получения просьбы о таких встречах. Чрезвычайный съезд созывается только по требованию одной трети членов национальных объединений с хорошей репутацией или Советом. Пункты повестки дня должны быть ограничены теми, которые указаны в предложении о внеочередном съезде.

### Исполнительные органы ИИХФ
В период между конгрессами работают:
- Совет ИИХФ[12];
- Исполнительный комитет ИИХФ[13];
- Финансовый комитет ИИХФ[13];
- Директорат ИИХФ[13].

Эти органы избираются на Генеральном конгрессе ИИХФ. Голосование на заседаниях исполкома и Совета открытое. Каждый постоянный член ИИХФ имеет 1 голос. Страна получает дополнительный голос, если её сборная команда участвовала в одном из двух последних чемпионатах мира в ТОП-дивизионе либо участвует в чемпионате мира в ТОП-дивизионе, который проходит одновременно с заседанием конгресса, и, кроме того, выполнила все обязательства. Каждый член Совета ИИХФ имеет дополнительный голос. В случае равенства голосов голос президента или его заместителя решающий.
Совет ИИХФ является высшим исполнительным органом федерации. Он решает текущие вопросы, связанные с деятельностью ИИХФ. Совет ИИХФ состоит из президента, 3 вице-президентов и 8 членов. Председательствует на всех съездах и заседаниях Совета президент ИИХФ.
Нынешний состав Совета ИИХФ:
- президент —  Люк Тардиф
- первый вице-президент —  Петр Бржиза
- вице-президенты —  Хенрик Бах Нильсен,  Боб Николсон и  Айваз Оморканов
- члены Совета —  Марта Завадская,  Сюзанна Колбенхайер,  Франц Райндль[нем.],  Павел Буре,  Андреа Джиос,  Хейкки Хиетанен,  Виестурус Козиолс[англ.],  Андерс Ларссон,  Раето Раффайнер[нем.].
- генеральный секретарь —  Гион Верагут

## Члены ИИХФ
Членами организации по состоянию на 28 сентября 2024 года являются национальные хоккейные организации 84 стран мира.
В ИИХФ существуют три категории членства:

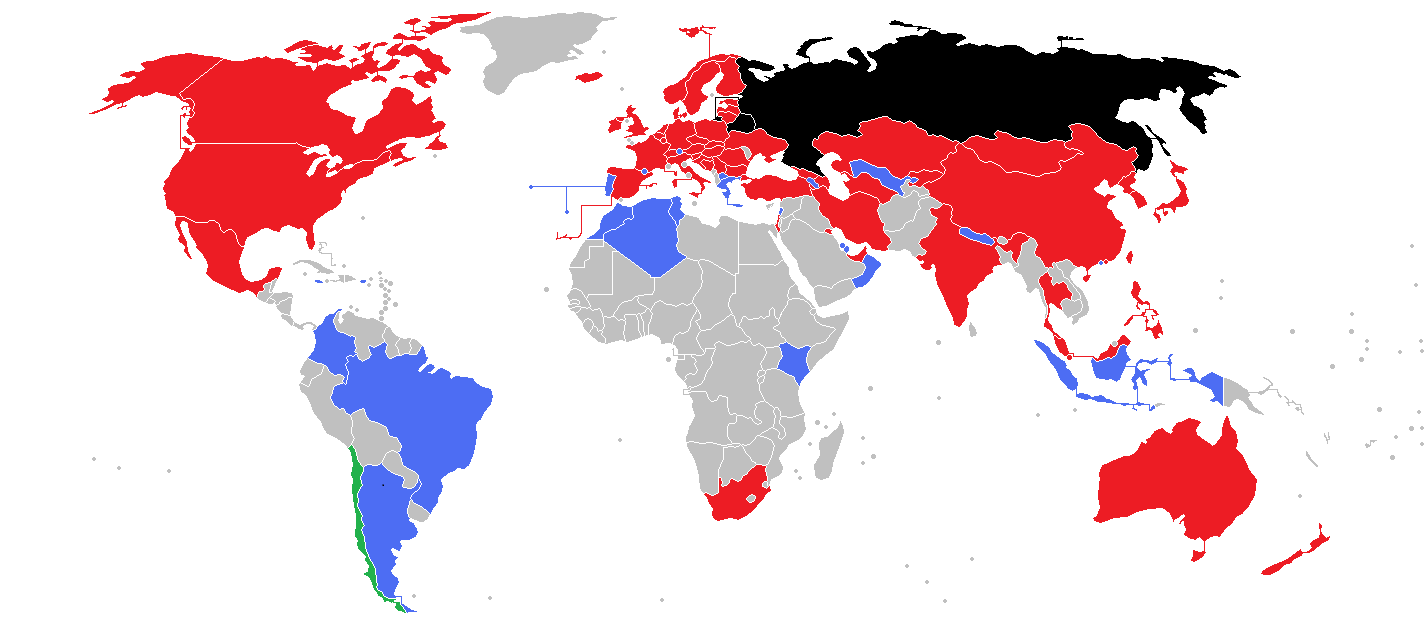
Члены ИИХФ: полноправные члены; ассоциированные члены; аффилированные члены; членство приостановлено

- К первой категории относятся полноправные члены ИИХФ. Это те страны (территории), которые имеют свои собственные, независимые, хоккейные ассоциации, отдельные от федерации зимних видов спорта, и регулярно (ежегодно) участвуют в чемпионатах, проводимых под эгидой ИИХФ. В ИИХФ 60 полноправных членов, включая 2 федерации с приостановленным членством ( Беларусь,  Россия). Последней федерацией, получившей полноправный статус 29 сентября 2022 года, стала федерация  Ирана, имевшая до этого статус ассоциированного члена.
- Ко второй категории относятся организации, имеющие статус ассоциированного члена. Это страны, которые либо не имеют полностью независимых национальных ассоциаций, либо имеют независимые национальные ассоциации, но принимают участие лишь в ограниченной степени в турнирах, проводимых под эгидой ИИХФ. В ИИХФ 23 ассоциированных члена. Последними федерациями, получившими 28 сентября 2024 года статус ассоциированных членов, стали  Бахрейн и  Кения.
- К третьей категории относятся организации, имеющие аффилированное членство. Это партнерская программа ИИХФ для тех стран, которые участвуют только в соревнованиях по инлайн-хоккею[англ.] (хоккею на роликовых коньках). Статус аффилированного члена в ИИХФ имеет  Чили.

## Мировой рейтинг ИИХФ
В сентябре 2003 года на заседании ИИХФ была утверждена система подсчёта очков для формирования рейтинга национальных хоккейных сборных стран-членов Международной федерации хоккея с шайбой. Рейтинг базируется на выступлении на последней зимней Олимпиаде и на последних четырёх чемпионатах мира. Он используется для определения посева команд на предстоящем чемпионате мира и отбора сборных, которые могут участвовать в зимней Олимпиаде без участия в квалификационном раунде. Рейтинг ИИХФ впервые был опубликован в 2003 году, он был основан на результатах зимней Олимпиады 2002 года и чемпионатов мира с 2000 по 2003 годы.

## Соревнования

### Сборные

#### Олимпийский хоккейный турнир
Международная федерация хоккея совместно с Международным олимпийским комитетом отвечает за организацию и проведение турнира по хоккею с шайбой среди мужских и женских национальных сборных команд в рамках Зимних Олимпийских игр. Без предварительных игр в основной турнир допускаются сильнейшие команды, остальные обязаны провести квалификационные игры.
Первый турнир по хоккею с шайбой состоялся в 1920 году в рамках летних Олимпийских игр. С 1924 года хоккей с шайбой переведён в программу зимних Олимпийских игр. Турнир по хоккею с шайбой среди женских команд включён в олимпийскую программу с зимних Олимпийских игр 1998 года.

#### Чемпионаты мира
Международная федерация проводит 25 чемпионатов мира в 5 категориях.
С 1920 года ИИХФ ежегодно проводит чемпионаты мира по хоккею с шайбой. Статус «чемпионата мира» турнир получал, если в нём принимала участие хотя бы одна из неевропейских сборных команд. До 1968 года чемпионаты мира в годы Олимпиад проводились в рамках олимпийского турнира, в 1972 и 1976 годах — отдельно от неё, а в 1980—1988 годах чемпионаты мира в годы Олимпийских игр не проводились.
Кроме чемпионата мира для национальных сборных команд, проводятся соревнования молодёжных (до 20 лет) и юниорских (до 18 лет) мужских команд, а также чемпионат мира по хоккею с шайбой среди женщин до 18 лет (юниорский). Чемпионат мира по хоккею с шайбой проводится в пяти дивизионах (ТОП-дивизион, 1-й, 2-й ,3-й и 4-й), соответствующих уровню сборных. Каждый дивизион мужских команд, кроме ТОП-дивизиона, во всех возрастных категориях разделён на две группы («A» и «B»). Чемпионат мира по хоккею с шайбой среди женщин до 18 лет (юниорский) проводится всего в двух дивизионах (ТОП-дивизион и 1-й дивизион).

#### Чемпионаты Европы
В 1910 году Международная федерация организовала чемпионат Европы по хоккею с шайбой. Турнир проходил ежегодно до 1914 года (за исключением аннулированного турнира 1912 года). Далее отдельные чемпионаты Европы проводились с 1921 по 1927 год, а также в 1929 и в 1932 году. С 1930 по 1991 год медали чемпионатов Европы вручались европейской сборной, занявшей первое место на чемпионате мира. В 1928, 1936, а также в период 1948—1968 годов чемпионаты Европы разыгрывались в рамках олимпийского хоккейного турнира. Турнир упразднен в 1991 году.
С 1968 по 1976 год проводился чемпионат Европы по хоккею с шайбой среди юниорских команд. Возраст игроков ограничивался 19 годами. С 1977 года возрастной ценз был сокращён до 18 лет. В таком формате соревнование просуществовало до 1998 года. В 1999 году на базе этого турнира был создан Чемпионат мира по хоккею с шайбой среди юниорских команд. С 2001 года турнир разыгрывается в четырёх дивизионах.
С 1989 года с интервалом в 2 года, а также в 1996 году проводился чемпионат Европы по хоккею с шайбой среди женских команд.

#### Другие турниры
Азиатский кубок вызова по хоккею с шайбой для мужских сборных команд впервые был организован в 2008 году. Первый Азиатский кубок вызова для женских команд состоялся в 2010 году.
Турнир даёт возможность странам региона, где хоккейная программа только делает первые шаги, встречаться друг с другом на льду и за его пределами для обмена опытом и обретения уверенности на региональном уровне. В турнире принимают участие сборные команды азиатских стран, не участвующие в чемпионатах мира или играющие в низших дивизионах. Он призван способствовать развитию хоккея в Азии, а также повышению рейтинга азиатского хоккея с учётом зимних Азиатских игр. Особенностью регламента является то, что матчи состоят из двух периодов по 18 минут.
Чемпионат Азии и Океании по хоккею с шайбой среди юниорских команд (до 18 лет) разыгрывался с 1984 по 2002 год. С 1999 года чемпионат разыгрывался в двух дивизионах. Далее турнир влился в Чемпионат мира по хоккею с шайбой среди юниорских команд.
Чемпионат мира по инлайн-хоккею (хоккею на роликовых коньках) среди мужских сборных команд проводился в двух дивизионах. Впервые турнир был проведён в 1996 году, последний раз в 2017 году. В будущем ИИХФ более не планирует организовывать чемпионаты мира по инлайн-хоккею.
В рамках зимних Азиатских игр проводятся турниры по хоккею с шайбой среди мужских (с 1986 года) и женских (с 1996 года) команд.

### Клубы

#### Хоккейная Лига чемпионов
Турнир проводится среди лучших европейских клубных мужских команд. Наиболее сильные национальные федерации имеют большее представительство. Победителю турнира вручается приз — Хоккейный Суперкубок Европы.
Турнир учреждён ИИХФ в 1965 году по инициативе Гюнтера Сабецки и Немецкого хоккейного союза на встрече в Тампере (Финляндия). C сезона 1992/1993 турнир получил название «European Cup». В сезоне 1996/1997 Кубок Европы проводился в последний раз. Формально он впервые считался уже не главным по рангу клубным соревнованием континента. Именно в сезоне 1996/1997 стартовала Евролига (Европейская хоккейная лига), ставшая основным турниром для сильнейших мужских клубных команд. Однако по сути в сезоне 1996—1997 были два равнозначных по уровню соревнования. Победитель Евролиги получал копию серебряного Кубка Европы. Турнир проводился до 2000 года. Далее Евролига прекратила своё существование по финансовым причинам. Возродился турнир сильнейших в 2005 году, как «European Champions Cup» (Кубок европейских чемпионов) и просуществовал 4 года. В 2008 году, в честь [100-летия Международной федерации турнир был реорганизован. Он получил новое название — «Champions Hockey League» (Хоккейная Лига чемпионов), большой призовой фонд и новый трофей — Хоккейный Суперкубок Европы. Состав участников был существенно расширен. Однако из-за финансовых проблем турнир просуществовал только один сезон — 2008/2009.
- 1965—1996 — Кубок Европы
- 1996—2000 — Евролига (Европейская хоккейная лига)
- 2005—2008 — Кубок европейских чемпионов
- 2008—2009 — Хоккейная Лига чемпионов

Ежегодно с 2005 года европейские женские клубные команды — чемпионы своих стран разыгрывают Европейский женский кубок чемпионов.

#### Континентальный кубок
Международная федерация хоккея с шайбой проводит Континентальный кубок для мужских клубных команд, которые не получили права играть в сильнейшем клубном турнире — Хоккейной Лиге чемпионов. Данный турнир принято считать вторым по значимости международным клубным турниром в Европе.
Кубок был учреждён в 1994 году и первоначально носил название «Кубок Федераций». Турнир просуществовал два сезона. В дальнейшем он был реорганизован — количество участников было существенно увеличено. Новое соревнование получило нынешнее название.
- 1994—1996 — Кубок Федераций
- 1996 — н. в. — Континентальный кубок

#### Кубок мира среди молодёжных команд
Кубок Мира среди молодёжных клубных команд — это ежегодный турнир по хоккею с шайбой. Проводится с 2011 года при поддержке МХЛ. С 2012 года проводится под эгидой ИИХФ.

#### Упраздненные турниры
Суперкубок проводился под эгидой ИИХФ в 1997—2000 годах. Первый розыгрыш проводился между победителем Кубка европейских чемпионов и победителем Европейской хоккейной лиги. С 1998 по 2000 год Суперкубок разыгрывался между победителями Евролиги и Континентального кубка. После упразднения Евролиги Суперкубок больше не проводился.
Победитель Суперкубка получал специальный приз — Хоккейный Суперкубок Европы, изготовленный итальянским скульптором Энцо Бози для Европейской хоккейной лиги.
Кубок Виктории представляет собой игру (или серию игр), которые должны проводиться ежегодно между профессиональными хоккейными командами из Европы и Национальной хоккейной лиги. Турнир проводится по международным правилам. Кубок Виктории был учреждён в 2007 году и приурочен к празднованию 100-летия Международной федерации. Первый розыгрыш состоялся в 2008 году.
Кубок шести наций разыгрывался представителями шести центральноевропейских лиг в сезонах 1994—1995 и 1995—1996.

## Зал славы
Зал славы ИИХФ был учреждён Международной федерацией хоккея с шайбой в 1997 году в Цюрихе (Швейцария). В том же, 1997 году, во время чемпионата мира по хоккею с шайбой в Хельсинки (Финляндия), в Зал славы ИИХФ были введены первые члены. Выборы в Зал славы происходят по представлению национальных федераций, членов Совета ИИХФ и членов Комитета по выборам в Зал славы. Церемониал введения в Зал славы проходит во время чемпионатов мира. Члены Зала славы распределяются по категориям «игроки», «функционеры», «судьи».
В 1998 году Международная федерация хоккея в лице директора по маркетингу Киммо Лейнонена подписала долгосрочный договор с Национальной хоккейной лигой и 29 июля 1998 года Зал славы ИИХФ был переведён в Торонто (Канада), в Зал хоккейной славы, где экспозиция, включающая в себя профили стран-членов ИИХФ, была размещена в отдельном зале на площади 325 м² в разделе «Мировой хоккей». Имена всех членов Зала славы помещены на специальной доске с указанием национальной принадлежности избранника.
До 1997 года в течение действовавшего 5-летнего договора экспозиция музея ИИХФ располагалась в кингстонском Международном хоккейном зале славы.
В 1998 году в честь Поля Луака был учреждён специальный приз — «Paul Loicq Awards», вручаемый за выдающийся вклад в развитие хоккея с шайбой.

## История

### 1908—1914

Международная лига хоккея на льду (ЛИХГ) была создана 15 — 16 мая 1908 года на I конгрессе, который прошёл в Париже по адресу улица Прованс, 34. На конгрессе присутствовали восемь представителей четырёх европейских стран-учредителей: французы Луи Магнус, Робер Планк и ван дер Ховен, бельгийцы Де Клерк и Маларе, швейцарцы Меллор и Л. Дюфур, а также подданный Соединённого Королевства Маврогродато. Отсутствовали приглашённые представители Германии и России. Образованная организация получила название Международная лига хоккея на льду — ЛИХГ (фр. Ligue Internationale de Hockey sur Glace — LIHG). Это название ЛИХГ носила до 1978 года. Возглавил ЛИХГ главный инициатор создания этой организации парижский журналист Луи Магнус, первым генеральным секретарём стал Робер Планк. Официальным языком стал французский. Всё это нашло отражение в подписанном основополагающем документе.
.

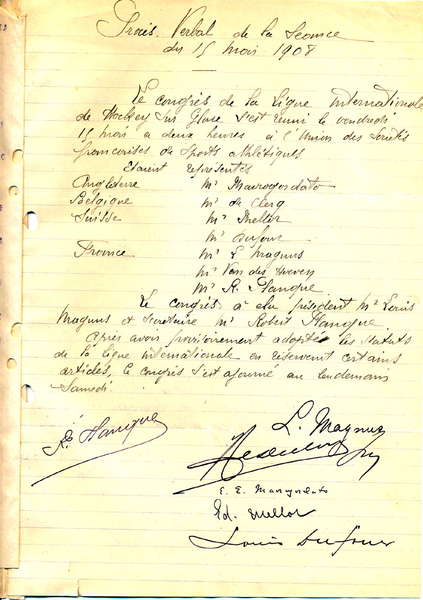
Устав ИИХФ, утверждённый 15 мая 1908 года.

Первыми членами ЛИХГ уже в 1908 году стали Франция (20 октября), Богемия (15 ноября), Великобритания (19 ноября), Швейцария (23 ноября), Бельгия (8 декабря). Первые организованные ЛИХГ игры сыграли в Берлине, 3 — 5 ноября 1908 года. Четыре клубные команды участвовали в играх, которые состояли из двух периодов по 20 минут каждый.
II конгресс состоялся во французском Шамони с 22 по 25 января 1909 года. ЛИХГ утвердила собственный Устав, а также решила организовать ежегодный чемпионат Европы начиная со следующего 1910 года. В связи с проведением конгресса был организован первый международный турнир, проведенный здесь же, в Шамони. Победителем стала команда Лондона. В том же 1909 году, 19 сентября шестым членом ЛИХГ стала  Германская империя.
В 1910 году прошёл первый чемпионат Европы. С 1912 по 1914 год, параллельно с чемпионатом Европы, проводились так называемые ежегодные «LIHG чемпионаты» с участием национальных команд. Однако, этот турнир не получил дальнейшего развития.
В 1911 году ЛИХГ приняла канадские правила, которые претерпели некоторые изменения уже на следующем ежегодном конгрессе.
Чемпионат ЛИХГ среди европейских команд, прошедший в 1912 году был аннулирован потому, что в нём участвовала Австро-Венгрия, подавшая заявку на вхождение в ЛИХГ, ещё не утверждённую конгрессом. После конгресса ЛИХГ насчитывала 10 членов.
25 февраля 1914 года на VII конгрессе в Берлине (Германская империя) подал в отставку президент ЛИХГ Генри ван ден Булке. В течение нескольких часов на этом посту успели побывать Луи Магнус и Питер Паттон. В итоге, ван ден Булке вновь был переизбран на этот пост. Вскоре ЛИХГ прекратила свою деятельность в связи с началом Первой мировой войны.

### 1919—1939
На конгрессе 1920 года полностью сменилось руководство ЛИХГ, в правила были внесены очередные изменения. Также были внесены изменения среди членов ЛИХГ, связанные с закончившейся войной — исключены из состава ЛИХГ Австро-Венгрия и Германская империя, утверждена в составе ЛИХГ образованная в 1918 году Чехословакия, которой передала членство Богемия. На летних Олимпийских играх, прошедших в бельгийском Антверпене, в качестве показательного вида спорта впервые присутствовал хоккей с шайбой. Позже, в 1982 году, этому турниру был присвоен статус I чемпионата мира по хоккею с шайбой, поскольку в нём впервые приняли участие неевропейские сборные команды — Канада и США.
В 1922 году президентом ЛИХГ был избран Поль Луак, проведший на этом посту 25 лет. В 1998 году за огромный вклад в развитие хоккея с шайбой в его честь был учрежден специальный приз — «Paul Loicq Awards».
В 1923 году на конгрессе в Антверпене (Бельгия) были внесены очередные изменения в правила игры. Было также принято решение чемпионаты ЛИХГ проводить отдельно от Олимпийских игр. В том же году впервые разыгран Кубок Шпенглера — старейший из ныне действующих клубный турнир Европы.
В 1924 году восстановила членство в ЛИХГ Австрия. Германия по-прежнему оставалась в изоляции. В знак протеста против отказа в восстановлении в ЛИХГ Германии, её покинула Швеция. Обе федерации вернулись в ЛИХГ лишь в 1926 году.
В 1929 году на конгрессе в Будапеште (Венгрия) ЛИХГ приняло решение проводить чемпионаты мира каждый год, в который не проводятся Олимпийские игры. Такой статус получал турнир, если в нём принимала участие хотя бы одна из неевропейских сборных команд. Позже, в 1982 году, олимпийским турнирам 1920, 1924 и 1928 годов были присвоены статусы чемпионатов мира. Чемпионату ЛИХГ среди европейских команд предстояло стать частью этого соревнования в периоды между Олимпийскими играми. В годы проведения Олимпийских игр чемпионат ЛИХГ среди европейских команд должен был проводиться отдельно. Лучшая из европейских команд получала титул чемпиона Европы. Первый чемпионат мира был проведён в 1930 году. Из-за неожиданного потепления турнир был вынужден переехать из французского Шамони в Берлин, матч за бронзовые награды чемпионата Европы был проведён в Вене.
В 1930 году членом ЛИХГ стала первая азиатская национальная федерация — Япония. Также в состав ЛИХГ после двухлетнего отсутствия вернулась федерация США.
В 1932 году был проведён последний независимый чемпионат ЛИХГ среди европейских команд.
В 1933 году ЛИХГ отметила своё 25-летие и подвела итоги работы: в составе Международной лиги хоккея на льду — 19 членов; организованы и проведены 20 конгрессов, а также 18 чемпионатов Европы, 6 чемпионатов мира и 4 турнира в рамках Олимпийских игр. Чемпионат мира 1933 года впервые прошёл на искусственном льду.
В 1936 году на Олимпийских играх в хоккей с шайбой играли как на искусственном, так и на естественном льду. Из-за случившихся снегопадов, а также учитывая неожиданное потепление на чемпионате мира 1930 года, ЛИХГ на своем конгрессе приняла решение о проведении крупных международных турниров только в странах, располагающих аренами с искусственным льдом. В годы Олимпийских игр турниры кроме статуса чемпионата мира получали статус чемпионата Европы. Тогда же было принято решение о том, что для присвоения статуса чемпионата мира на турнире должна присутствовать хотя бы одна неевропейская команда. Также были приняты очередные изменения в правилах игры.
В 1937 году в ЛИХГ была принята первая африканская федерация — ЮАР, долгое время остававшаяся единственным представителем своего континента. В 1938 году в состав ЛИХГ вошла Федерация хоккея Австралии.
13 сентября 1939 года на конгрессе в Цюрихе президент ЛИХГ Поль Луак в связи с началом Второй мировой войны запретил все международные соревнования на время ведения военных действий.

### 1946—1974
На первом послевоенном конгрессе ЛИХГ были приняты решения относительно ряда членов организации: Япония и Германия были исключены, членство Эстонии, Латвии и Литвы было приостановлено. Австрия была восстановлена в своём членстве в ЛИХГ, отменённом в 1939 году в связи с аншлюсом Германией. Было внесено предложение о чередовании руководства ЛИХГ между Европой и Северной Америкой. Также были приняты очередные изменения в правилах игры.
На конгрессе 1947 года Фриц Крац сменил Поля Луака на посту президента.
На конгрессе 1948 года был принят новый Устав. Английский язык стал официальным языком организации. Стала также использоваться англоязычная аббревиатура — IIHF (ИИХФ) — International Ice Hockey Federation (Международная федерация хоккея с шайбой).
В 1946 году обнаружились разногласия в любительском хоккее между Любительским атлетическим союзом (ААЮ) и Любительской хоккейной ассоциацией Соединённых Штатов (АХАЮС). До текущего момента хоккей с шайбой представляла на международной арене Любительская хоккейная ассоциация США. В то же время, с подачи президента НОК США Эвери Брундеджа, Международный олимпийский комитет подтвердил полномочия Любительского атлетического союза. В итоге, на зимние Олимпийские игры 1948 года отправилась команда, представляющая Любительскую хоккейную ассоциацию. Международный олимпийский комитет отменил результаты выступлений сборной США в хоккейном турнире в рамках Олимпийских игр, поскольку не признавал Любительскую хоккейную ассоциацию США. Результаты сборной США были зачтены только в итоговый протокол чемпионата мира 1948 года. В связи с этими событиями в 1949 году Международный олимпийский комитет прервал все отношения с Международной федерацией хоккея с шайбой. В 1951 году ИИХФ приняла решение не принимать участие в зимних Олимпийских играх, однако через пять месяцев после принятия этого решения произошло полное примирение Международного олимпийского комитета с ИИХФ.
В 1951 году чемпионат мира разделён на две группы согласно уровню команд — более слабые участники были выделены в группу B. Восстановили своё членство Германия и Япония. В 1952 году в Международную федерацию вступает Федерация хоккея СССР.
В 1957 году Джон Ахерн сменил на посту президента ИИХФ Уолтера Брауна. В числе первых шагов на новом посту он предложил проводить чемпионат мира по хоккею с шайбой в трёх группах. Однако, по политическим мотивам, многие национальные федерации отказались от участия в чемпионате мира 1957 года, проводимого в Москве. На матче СССР — Швеция был поставлен рекорд — 50 000 зрителей.
В 1958 году 50 лет Международной федерации хоккея. В ИИХФ — 25 членов.
В начале 1960-х годов ИИХФ распространяется на восточноазиатский регион: Республика Корея — 1960, Китай и КНДР — 1963.
В 1961 году впервые чемпионат мира по хоккею с шайбой проходит в трёх группах. Это был последний чемпионат мира, проводимый на открытых площадках. Очередной политический демарш на турнире в исполнении ФРГ, отказавшейся приветствовать коммунистический флаг ГДР. В ответ два года спустя игроки сборной команды ГДР стояли спиной к флагштоку во время поднятия флага ФРГ.
В 1962 году сборная команда ГДР не получила визы на въезд в США, где проводился чемпионат мира. В знак протеста хоккеисты СССР, Чехословакии и других социалистических стран отказались от участия в турнире.
В 1964 году канадская федерация впервые выставила сборную национальную команду хоккеистов-любителей — до этого Канаду представляли клубные команды.
В 1965 году немецкий делегат Гюнтер Сабецки на конгрессе ИИХФ предложил проводить розыгрыш Кубка европейских чемпионов по аналогии с футбольным и гандбольным. Первый розыгрыш трофея состоялся в сезоне 1965/66 годов.
В 1968 году решено проводить чемпионат Европы по хоккею с шайбой для молодёжных команд.
В 1969 году состязания различных групп стали проводиться в различных странах и в разные сроки. Канадская федерация предложила увеличить на чемпионате мира квоту профессионалов в командах до девяти хоккеистов. ИИХФ согласилось пойти на уступки, однако в январе 1970 года изменило своё решение под давлением Международного Олимпийского комитета, выступавшего против профессионалов. В связи с этим канадская федерация прервала международные хоккейные контакты на всех уровнях, в том числе отказавшись от проведения домашнего чемпионата мира в 1970 году.
В 1970 году впервые организован тренерский семинар. На чемпионате мира хоккеистов обязали играть в шлемах. Также решено начиная с 1972 года проводить отдельно хоккейные турниры зимних Олимпийских игр и чемпионаты мира. Это стало первым шагом к возвращению Канады на мировую арену, поскольку позволяло рассматривать возможность участия профессионалов в чемпионатах мира.
В 1971 году в зачёт чемпионата Европы перестали учитываться очки, набранные командами против неевропейских сборных.
В 1972 году принято решение проводить чемпионат мира по хоккею с шайбой среди молодёжных команд с 1974 года. На чемпионате мира вратарей обязали играть в масках. Президент Джон Фрэнсис Ахерн санкционировал первую Суперсерию хоккеистов СССР и Канады с участием игроков клубов НХЛ. В 1973 году он вновь отверг предложение о допуске канадских профессионалов к участию в чемпионатах мира.
В 1974 году введены новые санкции против применения допинга. Впервые проведён Чемпионат мира по хоккею с шайбой среди молодёжных команд, получивший (как и два последующих) статус неофициального.
В течение 25 лет, с 1951 по 1975 год, сохраняется трёхлетний паритет между Европой и Северной Америкой в председательстве ИИХФ.

### 1975—1991
С 1975 года начали проводиться Генеральные конгрессы ИИХФ. На конгрессе 1975 года президентом избирается Гюнтер Сабецки. Одним из официальных языков ИИХФ вместо французского стал немецкий язык. Решено начиная с 1976 года допускать на чемпионаты мира профессионалов. Был учреждён Кубок Канады, который должен был проходить каждые четыре года с участием сборных команд Канады и США, а также четырёх лучших команд Европы, определяемых по итогам чемпионата мира.
В 1976 году состоялся первый семинар ИИХФ для арбитров и первый розыгрыш Кубка Канады, на котором работали один судья и два помощника. С этого года начинает издаваться ежегодный «Международный хоккейный справочник».
В 1977 году состоялся первый официальный чемпионат мира по хоккею с шайбой среди молодёжных команд. На чемпионате мира участвовала национальная сборная команда Канады — впервые после 8-летнего перерыва. В её составе присутствовали профессионалы из НХЛ. Это первый чемпионат мира, который обслуживал один судья и два помощника. С этого года ежемесячно публикуется «Пресс-релиз ИИХФ».
В 1978 году решено не проводить чемпионаты мира в годы зимних Олимпийских игр. Состоялся первый медицинский семинар ИИХФ. В 1979 году учреждён турнир на приз Тайера Татта, которые в годы зимних Олимпиад оспаривают сборные стран, не участвующих в хоккейном турнире зимних Олимпийских игр. Также решено, что с 1981 года ношение шлемов с защитной маской станет обязательным для юниоров. В Нью-Йорке был проведён розыгрыш «Кубка Вызова» между сборными командами хоккеистов СССР и НХЛ.
В 1980 году чемпионат мира впервые не проводился в год зимних Олимпийских игр. В 1983 году решено проводить чемпионат Азии среди юниоров со следующего года. Празднование 75-летия ИИХФ: в её составе 32 национальные федерации. Последними, в 1983 году, были приняты федерации Гонконга и Тайваня.
В 1984 году был проведён первый чемпионат Азии и Океании среди юниорских команд (до 18 лет). Турнир разыгрывался до 2002 года. В состав ИИХФ вошла первая южноамериканская федерация — Бразилия. В 1987 году в чемпионате мира появляется группа D для наиболее слабых команд.
В 1988 году впервые разрешается участие на хоккейном турнире зимних Олимпийских игр профессиональным хоккеистам. В 1990 году в Оттаве проходит первый чемпионат мира среди женских команд. В 1991 году состоялся последний розыгрыш чемпионата Европы по хоккею с шайбой. В ИИХФ — 40 членов.

### 1992 — н. в.
В результате политических потрясений в Европе — распада СССР, Югославии и Чехословакии — возникли новые национальные федерации. На конгрессе ИИХФ 1992 года восстановили своё членство в ИИХФ Эстония, Латвия и Литва. Количество участников хоккейного турнира зимних Олимпийских игр и чемпионата мира было расширено с 8-ми до 12-ти, введена система плей-офф со стадии четвертьфинала. В этом году Чемпионат мира вновь стал проходить в год зимней Олимпиады.
На конгрессе 1994 года президентом ИИХФ был избран швейцарец Рене Фазель. На чемпионате мира впервые победитель был определён в серии буллитов. Проведён первый розыгрыш Кубка Федераций, реорганизованного через два года в Континентальный кубок по хоккею с шайбой.
В 1996 году впервые проведён Кубок Мира, заменивший Кубок Канады.
В 1997 году учреждается Зал славы ИИХФ. Также конгресс ИИХФ принимает изменения в правилах, впервые с 1969 года. Новые правила впервые применяются в 1999 году на чемпионате мира.
В 1998 году впервые в хоккейном турнире зимних Олимпийских игр участвовали хоккеисты-профессионалы из клубов Национальной хоккейной лиги. Впервые с момента своего основания в 1917 году, НХЛ берёт перерыв, чтобы позволить своим игрокам принять участие в Олимпийских играх. На этой Олимпиаде дебютирует женский хоккейный турнир. На конгрессе ИИХФ принято решение расширить число участников чемпионата мира с 12-ти до 16-ти.
В 2000 году состоялся последний розыгрыш Европейской хоккейной лиги. Возродился турнир спустя 5 лет в виде Кубка европейских чемпионов.
В 2006 году шведская сборная команда впервые выиграла в один год золотые олимпийские медали и чемпионат мира, а женская команда смогла завоевать серебро Олимпийских игр, первой из европейских команд; тем самым шведки нарушили многолетнюю гегемонию команд Канады и США.
С 2007 года вводится трёхочковая система.
В честь празднования столетнего юбилея ИИХФ чемпионат мира 2008 года был впервые проведен в Канаде, родине хоккея и многолетнем лидере этого вида спорта. Впервые был организован Кубок Азии по хоккею с шайбой для мужских сборных команд. Также впервые был проведен Кубок Виктории, учреждённый годом ранее. В ИИХФ — 66 национальных федераций.

#### 2008: 100-летие ИИХФ

Логотип 100-летнего юбилея ИИХФ

В 2008 году исполнилось 100 лет со дня основания Международной федерации хоккея. Сезон 2007—2008 гг. прошёл под знаком празднования юбилея. Для празднования этой вехи истории, ИИХФ было запланировано ряд амбициозных проектов, среди которых организация ряда спортивных соревновательных мероприятий, которые предполагается проводить на регулярной основе:
- Чемпионат мира среди женских команд (до 18 лет);
- Азиатский кубок вызова по хоккею с шайбой (IIHF Challenge Cup of Asia);
- Хоккейная Лига чемпионов;
- Кубок Виктории.

Федерация также провела турнир ветеранов «IIHF World Oldtimer’s» и всемирный молодёжный хоккейный фестиваль для детей моложе 1992 года рождения. В Цюрихе (Швейцария), на лужайке перед штаб-квартирой ИИХФ, был установлен временный ледовый каток (28х14 м). Каток был доступен для общественности с декабря 2007 по ноябрь 2008 года.
Кроме соревнований, к 100-летнему юбилею были обнародованы:
- «Тройной золотой клуб» («Triple Gold Club») — список хоккеистов, выигравших три самых престижных хоккейных турнира: Олимпийские игры, чемпионат мира и Кубок Стэнли
- Символическая сборная столетия «Centennial All-Star Team», в которую вошли: вратарь — Владислав Третьяк; защитники — Вячеслав Фетисов, Бёрье Сальминг; нападающие — Валерий Харламов, Сергей Макаров, Уэйн Гретцки. В состав выборного комитета вошли 56 глубокоуважаемых экспертов по хоккею с шайбой из 16 стран. Был соблюдён баланс между североамериканскими и европейскими представителями. Один из голосов был предоставлен коллективу «The Hockey News»;
- 100 выдающихся событий ИИХФ. Первое место среди них занял матч, названный «Чудом на льду», в котором сборная команда США, составленная из студентов обыграла на Олимпиаде 1980 года звёздную сборную СССР — действующего олимпийского чемпиона и чемпиона мира;
- также выпущена книга столетия хоккея с шайбой и DVD-диск с фотографиями и документальным фильмом о наиболее значимых международных хоккейных событиях с момента основания ИИХФ. Диск выпущен словацкой телевизионной компанией STV при поддержке Международной федерации хоккея[29].

В честь юбилея был опубликован логотип юбилея, запущен обновленный сайт ИИХФ. На доме № 34 по улице Прованс в Париже была установлена мемориальная доска в честь основания ЛИХГ. В её открытие приняли участие президенты четырёх национальных федераций стран — основателей Международной федерации хоккея с шайбой: Бельгии — Паскаль Нукельманс, Франции — Люк Тардиф, Великобритании — Эмон Конвери и Швейцарии — Фреди Эгли, а также Анри Серандо, президент Французского олимпийского комитета. Возглавляли церемонию открытия президент ИИХФ Рене Фазель) и государственный секретарь Франции по делам молодёжи, спорта и общественной жизни, Бернар Лапорте. Президенты национальных федераций получили памятные миниатюрные статуэтки хоккеистов производства знаменитого испанского художника Роза Серра, выпустившего серию из 100 авторских статуэток. 10 из них были предназначены в качестве подарков в особо торжественных случаях, а 90 поступили в свободную продажу. Также была запланирована установка мемориальной доски на французский Дом спорта.
Также в честь юбилея были организованы выставки. Временная экспозиция в Лозанне (Швейцария), в Олимпийском музее была открыта 26 сентября 2008 года на площади 170 м² и принимала посетителей до декабря 2008 года. Выставка в Зале Хоккейной славы в Торонто (Канада) была открыта в рамках действующей экспозиции ИИХФ с 9 ноября 2007 года по декабрь 2008 года.
Кульминацией празднования столетия ИИХФ стал чемпионат мира по хоккею с шайбой 2008 года, впервые организованный в Канаде, родине хоккея и многолетнем лидере этого вида спорта. В финальном матче Россия выиграла у хозяев турнира со счётом 5:4, проведя решающую шайбу в овертайме.
25 сентября 2021 на конгрессе ИИХФ в Санкт-Петербурге новым президентом ИИХФ был избран 68-летний французский специалист Люк Тардиф, сменив Рене Фазеля, занимавшего этот пост 27 лет (с 1994 по 2021 год).